# Viared och Lund
Viared och Lund var en av SCB avgränsad och namnsatt småort i Borås kommun i Västra Götalands län som omfattar bebyggelse i östra Viared och småhusområdet Lund i Torpa socken väster om Borås. Från 2015 klassas bebyggelsen som en del av tätorten Sandared.